# Nesopalla iviei
Nesopalla iviei är en skalbaggsart som beskrevs av Renaud Maurice Adrien Paulian och Henry Fuller Howden 1982. Nesopalla iviei ingår i släktet Nesopalla och familjen Hybosoridae. Inga underarter finns listade i Catalogue of Life.